# Stigmella gimmonella
Stigmella gimmonella là một loài bướm đêm thuộc họ Nepticulidae. Nó là loài duy nhất được tìm thấy ở Hokkaido in Nhật Bản.
Con trưởng thành bay từ tháng 7 đến tháng 8 và từ tháng 5 đến tháng 6. There are probably two generations per year.
Ấu trùng ăn Ulmus laciniata và Ulmus davidiana var. japonica. Chúng ăn lá nơi chúng làm tổ. 